# Moshood Abiola
Pour les articles homonymes, voir Abiola.
Moshood Kashimawo Olawale Abiola, également appelé MKO Abiola, né le 24 août 1937 à Abeokuta au Nigeria, mort le 7 juillet 1998 à Abuja au Nigeria, est une personnalité populaire du Nigeria, d'origine Yoruba : c'est un homme d'affaires, un philanthrope, un éditeur, un chef de tribu chez les Egba (en) et un homme politique. Il se présente et remporte très largement l'élection présidentielle nigériane de 1993. Toutefois, il ne sera jamais président de son pays et est emprisonné le 23 juin 1994 à Lagos, après l'annulation de l'élection par le général Ibrahim Babangida, ce qui conduit à un coup d’État mené par Sani Abacha. Il meurt d'une crise cardiaque, après 4 ans d'emprisonnement, le jour où il devait être libéré.

## Source de la traduction
- (en) Cet article est partiellement ou en totalité issu de l’article de Wikipédia en anglais intitulé « Moshood Abiola » (voir la liste des auteurs).